# I Am Not a Serial Killer
Pour plus de détails, voir Fiche technique et Distribution.
I Am Not a Serial Killer est un film d'horreur irlando-américain coécrit et réalisé par Billy O'Brien, sorti en 2016. Il s'agit d'une adaptation du roman Je ne suis pas un tueur de Dan Wells, publié en 2009.

## Synopsis
Adolescent solitaire dans une petite ville du Midwest, John Wayne Cleaver a été diagnostiqué sociopathe et il sent au plus profond de lui qu'il peut succomber à ses pulsions meurtrières du jour au lendemain. Assistant-légiste à la morgue où travaille sa mère, il consulte fréquemment son thérapeute pour résister à ses envies morbides. Lorsqu'une série de meurtres secoue la petite ville déprimante où il vit et étudie au lycée où il n'a qu'un seul ami, il est persuadé qu'un tueur en série y sévit. Fasciné par les meurtriers, il suspecte son voisin, un vieillard, d'être ce dernier et, dès lors, un jeu entre le chat et la souris commence entre ce jeune homme torturé et ce dernier, Bill Crowley...

## Fiche technique
- Titre original et français : I Am Not a Serial Killer
- Réalisation : Billy O'Brien
- Scénario : Christopher Hyde et Billy O'Brien, d'après le roman Je ne suis pas un tueur de Dan Wells
- Photographie : Robbie Ryan
- Montage : Nick Emerson
- Musique : Adrian Johnston
- Producteurs : James Harris, Mark Lane et Nick Ryan
- Sociétés de production : Irish Film Board, Quickfire Films et The Fyzz Facility
- Sociétés de distribution : IFC Midnight
- Pays d'origine :  Irlande /  Royaume-Uni
- Langue originale : anglais
- Format : couleur - 2.35:1
- Genre : horreur
- Durée : 103 minutes
- Dates de sortie :
  - États-Unis :
    - 13 mars 2016 (South by Southwest)
    - 26 août 2016 (sortie nationale)

  - France : 7 mars 2017 (DVD)

## Distribution
- Christopher Lloyd (VF : Jean-Bernard Guillard) : Bill Crowley
- Max Records (VF : Adrien Solis) : John Wayne Cleaver
- Laura Fraser : April Cleaver
- Tim Russell : Greg Olson
- Christina Baldwin : tante Margaret
- Karl Geary (VF : Jean-Marco Montalto) : Dr Grant Neblin
- Anna Sundberg : Lauren Bacall Cleaver
- Lucy Lawton : Brooke
- Raymond Branstrom : Max Bowen
- Dee Noah : Kay Crowley
- Michael Paul Levin : Roger Bowen
- Jim Gaulke : le principal Layton

 Source et légende : version française (VF) sur RS Doublage